# Kostel Všech svatých (Arnultovice)
Římskokatolický filiální kostel Všech svatých v Arnultovicích je barokní sakrální stavba. Od roku 1963 je kostel chráněn jako kulturní památka.

## Historie
Kostel Všech Svatých v Arnultovicích je písemně doložený již v roce 1352. Původní pozdně gotický kostel přestavěn roku 1798 do dnešní barokní podoby.

## Architektura
Jedná se o obdélnou stavbu s trojboce uzavřeným gotickým presbytářem a hranolovou věží, která je vestavěná do západního průčelí. Na nárožích presbytáře se nacházejí opěráky. Okna jsou obdélná, půlkruhově zakončená. V boku lodi je zazděný renesanční polokruhový portál s diamantovým řezem ve zkosené hraně.
Loď kostela má plochý strop. Nachází se v ní zděná kruchta. Presbytář je sklenut síťovou žebrovou klenbou ze 16. století s hvězdicovými závěrem. Stěny jsou členěny pilastry. Portál do sakristie je s rovným překladem. Na jeho zkosených hranách je diamantový řez.

## Zařízení
Hlavní oltář je z poloviny 18. století. Nachází se na něm barokní obraz Všech svatých a sochy sv. Anny, sv. Josefa a Madony. Kazatelna je z poloviny 18. století. Zdobena je rostlinným ornamentem. V jižní stěně je znakový náhrobník Alžběty Kölbelové z Geisingu z roku 1584.

## Zvony
V průčelní západní věži se nachází zvon z roku 1925 od Rudolfa Pernera. Doložen je zde též jiný zvon z roku 1750.

## Okolí kostela
Do hřbitovní zdi jsou zazděny dva smírčí kříže. První smírčí kříž je zazděn do jižní strany hřbitovní zdi. Je vysoký 63 cm a široký 54 cm. Na kříži je rytina kopí. Pochází ze druhé poloviny 16. století. Druhý smírčí kříž je zazděn do hřbitovní zdi z východní strany. Vysoký je 94 cm a široký 65 cm. Jsou na něm málo zřetelné rytiny meče a dvou křížků. Nedaleko pod kostelem roste památná lípa, jejíž stáří se odhaduje na více než 520 let.